# Uskolisni trputac
Uskolisni trputac (muška bokvica, muški trputac, kopljasti trputac, suličasti trputac, lat. Plantago lanceolata) biljka je iz roda Plantago, porodica trpučevke (Plantaginaceae), red Lamiales (medićolike).

## Opis
To je trajna zeljasta, i vrlo česta livadska biljka. Naraste do visine od 40 cm, maksimalno do 100 cm. Bazalni su listovi kopljastog oblika. Sasvim mladi listovi biljke su jestivi, a dugo su se primjenjivali u narodnoj medicini.
Uskolisni trputac poznat je u narodu i kao muški trputac, za razliku od širokolisnog trputca poznatog kao ženski trputac (Plantago major L.). Ove razlike u širini listova njihove su najprepoznatljivije razlike.

## Kemijski sastav
Ova biljka sadrži: glikozide, saponine i gorke tvari, šećer, eterično ulje, klorofil, ksilin, vitamine A, C i K, željezo, kalcij, fosfornu kiselinu i sirišni enzim.

## Sinonimi
- Plantago lanceolata var. lanceolata
- Plantago lanceolata f. lanceolata
- Plantago lanceolata subsp. lanuginosa Arcang.
- Plantago lanceolata var. lanuginosa Bastard